# El Rebalso
El Rebalso (El Fondó de les Basses en valenciano) es una pedanía perteneciente al pueblo de Hondón de las Nieves en la provincia de Alicante.
Está situada entre Hondón de las Nieves y Hondón de los Frailes, por la carretera CV845.
Dispone de cinco alojamientos turísticos, consistentes en otras tantas casas rurales, y varios hoteles y pensiones.
Aunque El Hondón de las Nieves es un municipio valencianohablante, El Rebalso es una localidad oficialmente castellanohablante. La pedanía de La Canalosa también es castellanohablante.